# Idiota útil
En la jerga política, la expresión idiota útil o tonto útil (en inglés: useful idiot; en ruso: Полезный идиот, transliterado como Poliezny o Poljeznyj idiot) era usada para describir a los simpatizantes de la Unión Soviética (URSS) en los países occidentales, y la supuesta actitud del régimen de la URSS hacia dichos simpatizantes. La expresión implica que, aunque el simpatizante en cuestión se veía a sí mismo como aliado de la URSS y de otros países comunistas, en realidad era tratado con desdén y cínicamente utilizado por dichos regímenes.
Este vocablo compuesto es ahora usado más ampliamente para describir a una persona que cree que está luchando por una causa, sin comprender plenamente las consecuencias de sus acciones y que es cínicamente manipulada por los líderes de la causa o por otros actores políticos de cualquier otro movimiento o ideología política —generalmente de tendencia extremista—, un grupo terrorista o incluso un gobierno hostil. [cita requerida]El idiota útil tampoco conoce o simplemente ignora los objetivos reales de dicho grupo o ideología al cual dice adherir o defender.[cita requerida]

## Origen del término
La expresión «idiota útil» se ha atribuido a menudo a Lenin, aunque no se ha documentado que haya usado alguna vez la frase. En un artículo de 1987 para The New York Times, el periodista estadounidense William Safire investigó el origen del término, señalando que un bibliotecario de referencia de la Biblioteca del Congreso no había podido encontrar la frase en las obras de Lenin, y concluyendo que, sin nuevas pruebas, el término no puede atribuirse a Lenin. De manera similar, el Oxford English Dictionary, al definir «idiota útil», indica que «la frase no parece reflejar ninguna expresión utilizada dentro de la Unión Soviética».
El primer uso documentado del término apareció impreso en un artículo de The New York Times de junio de 1948 sobre la política italiana contemporánea («El cambio comunista se ve en Europa»), citando el periódico italiano centrista social L'Umanità. L'Umanità escribió que los socialdemócratas de izquierda, que habían ingresado en un frente popular con el Partido Comunista Italiano durante las elecciones de 1948, tendrían la opción de fusionarse con los comunistas o abandonar la alianza. El término fue utilizado más tarde en un artículo de 1955 en la American Federation of Labor para referirse a los italianos que apoyaban las causas comunistas. La revista Time empleó por primera vez la frase en enero de 1958, y escribió que algunos demócratas cristianos italianos consideraban que el activista social Danilo Dolci era un «idiota útil» para las causas comunistas, y ha vuelto a aparecer a partir de entonces en los artículos de dicha revista.
Una expresión similar, «inocentes útiles» (en inglés: useful innocents), aparece en el libro de 1947 del economista austriaco Ludwig von Mises, Planned Chaos. Von Mises escribió que la expresión fue usada por los comunistas para referirse a los liberales, a quienes von Mises describe como «simpatizantes confundidos y descarriados». La expresión «inocentes útiles» también aparece en 1946 en un artículo de Readers Digest titulado «La lección trágica de Yugoslavia para el mundo», escrito por Bogdan Raditsa, que había servido al gobierno yugoslavo en el exilio durante la Segunda Guerra Mundial, apoyó a los partisanos de Josip Broz Tito (aunque no fuera él mismo un comunista) y sirvió brevemente en el nuevo gobierno yugoslavo de Tito antes de partir hacia Nueva York. «En el lenguaje serbocroata —escribe Raditsa— los comunistas tienen una frase para los verdaderos demócratas que aceptan colaborar con ellos [en nombre de] la "democracia". Es Korisne Budale, o Inocentes útiles».

## Uso moderno
En los Estados Unidos, el término es a veces usado despectiva o peyorativamente contra los liberals (traducibles como «centroizquierdistas» o «socialdemócratas»), y hasta contra los radicales. El tono utilizado al definir a un «idiota útil» sugiere que este último es en realidad un ignorante de las motivaciones ocultas de quienes se aprovechan de él, a tal punto que termina involuntariamente por favorecer el avance de una causa (usualmente política) adversa a sí mismo o a sus propias creencias, la que obviamente no apoyaría si estuviese mejor informado o analizase más a fondo esos hechos subyacentes.
Asimismo, el término ganó una renovada popularidad después de la publicación de un libro por parte de la columnista conservadora Mona Charen.
También es a veces usado por anarquistas y otros radicales para describir a grupos e individuos cuya ideología, según alegan ellos, es excesivamente deferente hacia un gobierno o movimiento político autoritario.
Desde los ataques terroristas del 11 de septiembre de 2001 en Nueva York y Washington, el término «idiota útil» también ha sido utilizado por parte de los analistas políticos para describir a individuos que proponen acciones o medidas más blandas contra el islamismo militante y el terrorismo de ese origen. Por ejemplo, Anthony Browne escribió en el periódico británico The Times:

Elementos del Establishment británico sentían una notable simpatía hacia Hitler. Hoy, los islamistas disfrutan de un apoyo similar. En la década de 1930 era Eduardo VIII, los aristócratas y el Daily Mail, esta vez son los activistas de izquierda, The Guardian y secciones de la BBC. Ellos no desean una teocracia global, pero son como los apologistas de la Unión Soviética, los idiotas útiles.

De manera similar, Bruce S. Thornton, profesor de Classics en la facultad regional de Fresno de la Universidad de California, escribió al respecto:

Lenin los llamó «idiotas útiles», aquella gente que vivía bajo democracias liberales quienes, al brindar apoyo material y moral a una ideología totalitaria, en efecto estaban entretejiendo la soga con la que serían ahorcados. El porqué gente que disfrutaba de libertad y [una relativa] prosperidad, trabajaba apasionadamente para destruir a ambas es una pregunta fascinante, que aún está con nosotros hoy en día. Ahora los idiotas útiles pueden encontrarse en el coro del apaciguamiento, reflexivo antiamericanismo, e idealismo sentimental que trata de inhibir las respuestas necesarias hacia otra ideología que odia la libertad, el Islam radical.

En 2024, el presidente Javier Milei utilizó este término contra sus opositores.